# Leiarius
Leiarius é um gênero de peixes sul-americanos de água doce.

## Espécies
- Leiarius arekaima (Jardine, 1841)
- Leiarius longibarbis (Castelnau, 1855)
- Leiarius marmoratus (Gill, 1870) (Marbled catfish, Marbled pim)
- Leiarius pictus (Müller & Troschel, 1849)